# Cervini
Cervini hay Hươu thực sự là một tông Hươu nai trong phân họ Cervinae (Hươu Cựu thế giới). Phân bộ này gồm có các chi là:
- Chi Dama
- Chi Axis
- Chi Rucervus
- Chi Panolia
- Chi Elaphurus
- Chi Hyelaphus
- Chi Rusa
- Chi Cervus

## Phân loài
- Bộ Cervini (hươu thực sự)
  - Chi Dama
    - Dama dama
    - Hươu Ba Tư (Dama mesopotamica)

  - Chi Axis
    - Axis axis

  - Chi Rucervus
    - †Rucervus schomburgki (Đã tuyệt chủng)
    - Rucervis ranjitsinhi
    - Rucervus branderi
    - Rucervus duvaucelii

  - Chi Panolia[1]
    - Panolia eldii
    - Panolia siamensis
    - Panolia thamin

  - Chi Elaphurus
    - Elaphurus davidianus

  - Chi Hyelaphus[1]
    - Hyelaphus porcinus
    - Hyelaphus annamiticus
    - Hyelaphus calamianensis
    - Hyelaphus kuhlii

  - Chi Rusa
    - Rusa alfredi
    - Rusa mariannus
    - Rusa barandanus
    - Rusa nigellus
    - Rusa timorensis
    - Nai (Rusa equinus
    - Rusa unicolor

  - Chi Cervus
    - Cervus elaphus
    - Cervus pannoniensis
    - Cervus maral
    - Cervus corsicanus
    - Hươu Yarkand (Cervus yarkandensis)
    - Hươu Bactria (Cervus bactrianus)
    - Hươu Thorold (Cervus albirostris)
    - Cervus nippon (Hươu sao)
    - Hươu sao Việt Nam (Cervus pseudaxis)
    - Cervus pulchellus
    - Cervus taiouanus
    - Cervus hanglu
    - Hươu Mãn Châu (Cervus xanthopygus)
    - Hươu Tây Tạng (Cervus wallichi)
    - Hươu Tứ Xuyên (Cervus macneilli)
    - Cervus alashanicus
    - Cervus canadensis